# Balustrada dla pieszych i rowerzystów
Balustrada dla pieszych i rowerzystów – obiekt inżynierski zabezpieczający ruch pieszych i rowerzystów. Chroniące przed upadkiem osób z wysokości, jeśli odległości powierzchni, na której znajduje się ruch pieszych jest większy niż 0,5 m od poziomu terenu. Do tego typu zabezpieczeń zalicza się również bariery uzupełnione poręczą oraz dodatkowymi elementami poziomymi.

## Umiejscowienie balustrad i poręczy dla pieszych
Balustrady i poręcze dla pieszych umieszcza się:
- na obiektach mostowych, na których dopuszcza się ruch pieszych;

- na schodach z nasypów lub pochylniach;

- w otoczeniu wejść i wjazdów do podziemia, znajdujących się w strefie ruchu pieszego;
- jeśli zachodzi potrzeba ochrony pieszego przed spadnięciem lub upadkiem.

- w okolicach szkół, przedszkoli, terenów rekreacyjno-sportowych

## Balustrady i poręcze – konstrukcja

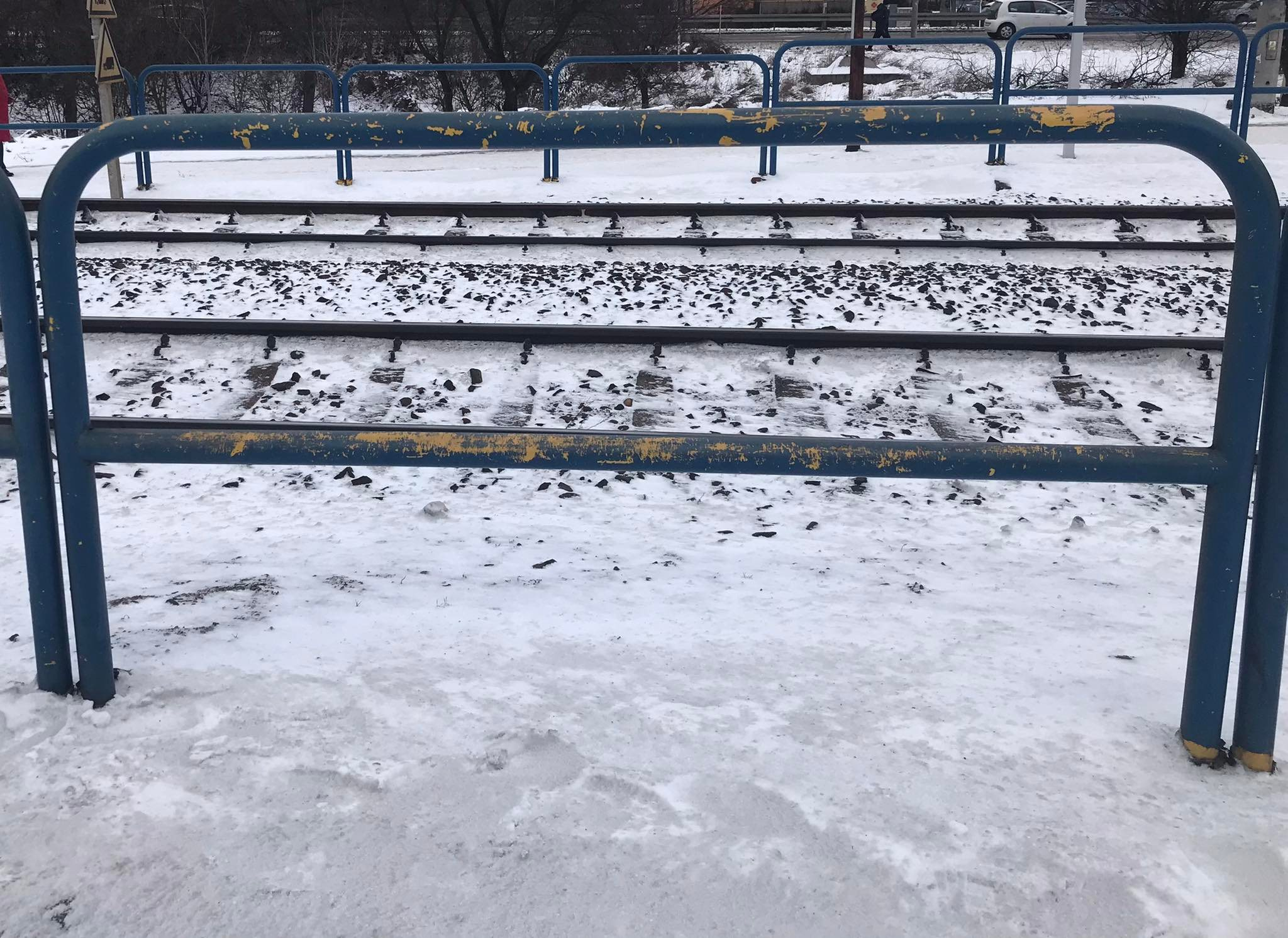
Rys.1 Bariera U-12a z poprzeczką

Wysokość balustrady powinna mieć następujące parametry:
- przy chodnikach dla pieszych i obsługi 1,1 m
- przy ścieżkach rowerowych znajdujących się przy balustradzie 1,2 m
- przy chodnikach dla pieszych nad liniami kolejowymi 1,3 m

Szerokość/ średnica poręczy balustrady:
- pieszych i rowerów – nie mniej niż 8 cm
- obsługi i pieszych przy barierze wyposażonej w poręcz 3,5 cm

Wypełnienie balustrady oprócz poręczy i słupków powinny stanowić:
- elementy poziome i pionowe lub kombinacje tych elementów
- balustrada[1] powinna być zabezpieczona za pomocą krawężników lub barier przed najechaniem przez pojazdy

Na schodach lub pochylniach, których szerokość nie jest większa niż 4 m, powinna być przewidziana w połowie w ich szerokości dodatkowa balustrada składająca się tylko z poręczy i słupków. Poręcze przy schodach i pochylniach powinny być przedłużone o 0,3 m poza oba końce biegu i mieć zakończone zaokrągleniami poręcze.
Balustrady powinny zawierać prześwity elementów wypełnienia:
- pionowych 0,14 m
- poziomych rozmieszczonych do wysokości 0,7 m nie większej niż 0,15 m
- poziomego, łączącego elementy pionowe wypełnienia – nie większego niż 0,12 m od płaszczyzny chodnika

W balustradzie dopuszcza się zastosowanie oprócz poręczy tylko dwóch równoległych do niej elementów, z których jeden powinien być umiejscowiony w połowie jej wysokości, a drugi na wysokości nie większej niż 0,15 m od płaszczyzny terenu.

## Typy / rodzaje

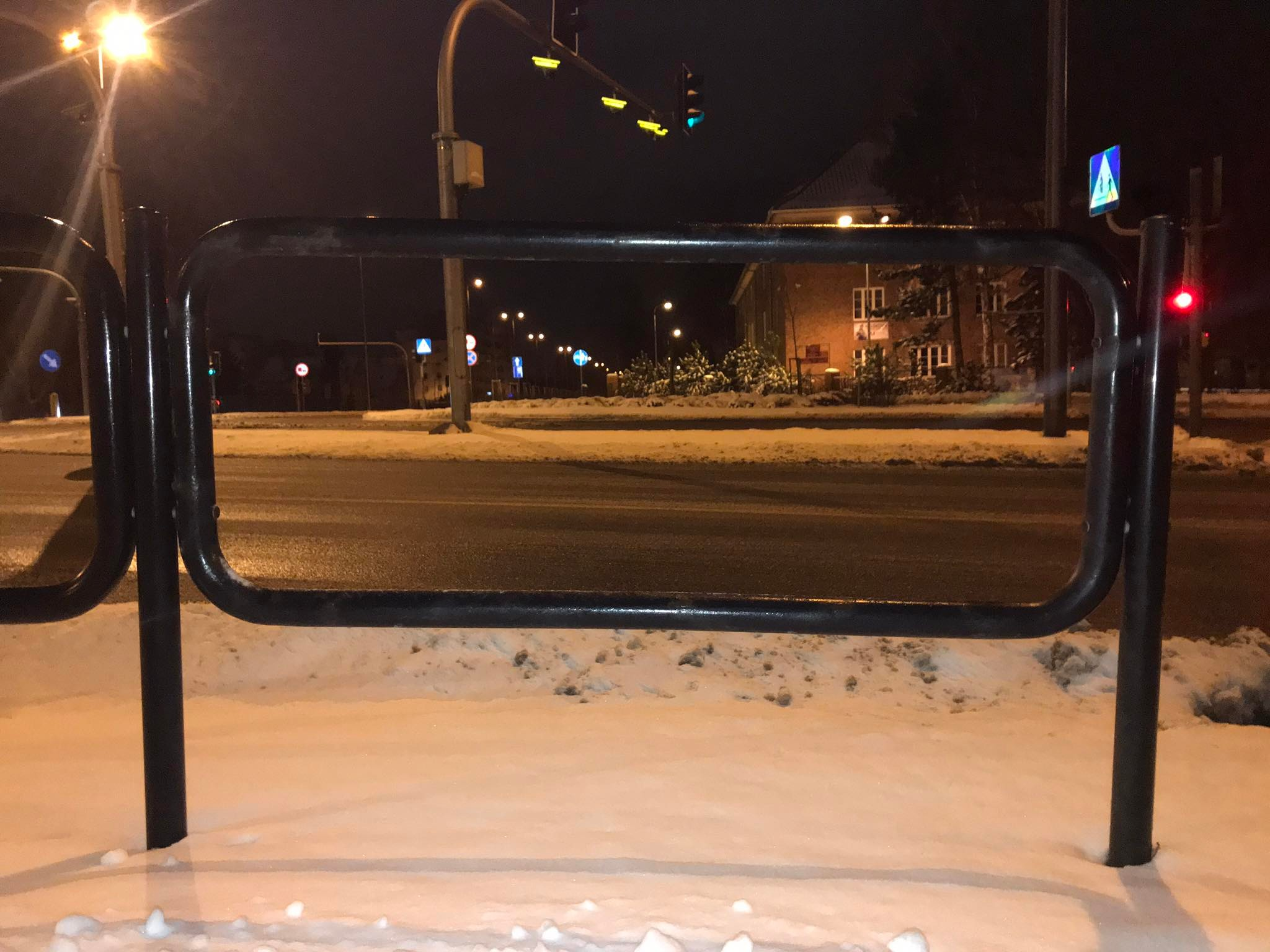
Rys.2 Bariera U-12a typu olsztyńskiego

Urządzenia zabezpieczające obiekty inżynierskie powinny być wykonane jako bariery:
- metalowe z oznaczeniem w nazwie „a”
- betonowe z oznaczeniem w nazwie „b”
- inne materiały z oznaczeniem w nazwie „c”

Wyróżniamy bariery chodnikowe takie jak:
- U-12a (1 poprzeczka)
- U-12a (2 poprzeczki)
- U-12a
- U-12a typ olsztyński
- U-11a
- U-12a tramwajowe
- U-12a siatkowa

O kolorystyce barier decyduje zarządca danej drogi. Myślnik występujący w nazwie bariery pomiędzy literą „U” a liczbą co do zasady powinien być używany, jednak markety, sklepy budowlane nie zawsze go stosują. Nazwy typów barier są odpowiednikiem ich kształtu oraz formy, jaką się charakteryzują. Nazewnictwo nadawane też jest pod względem tego, gdzie należy te bariery stosować.

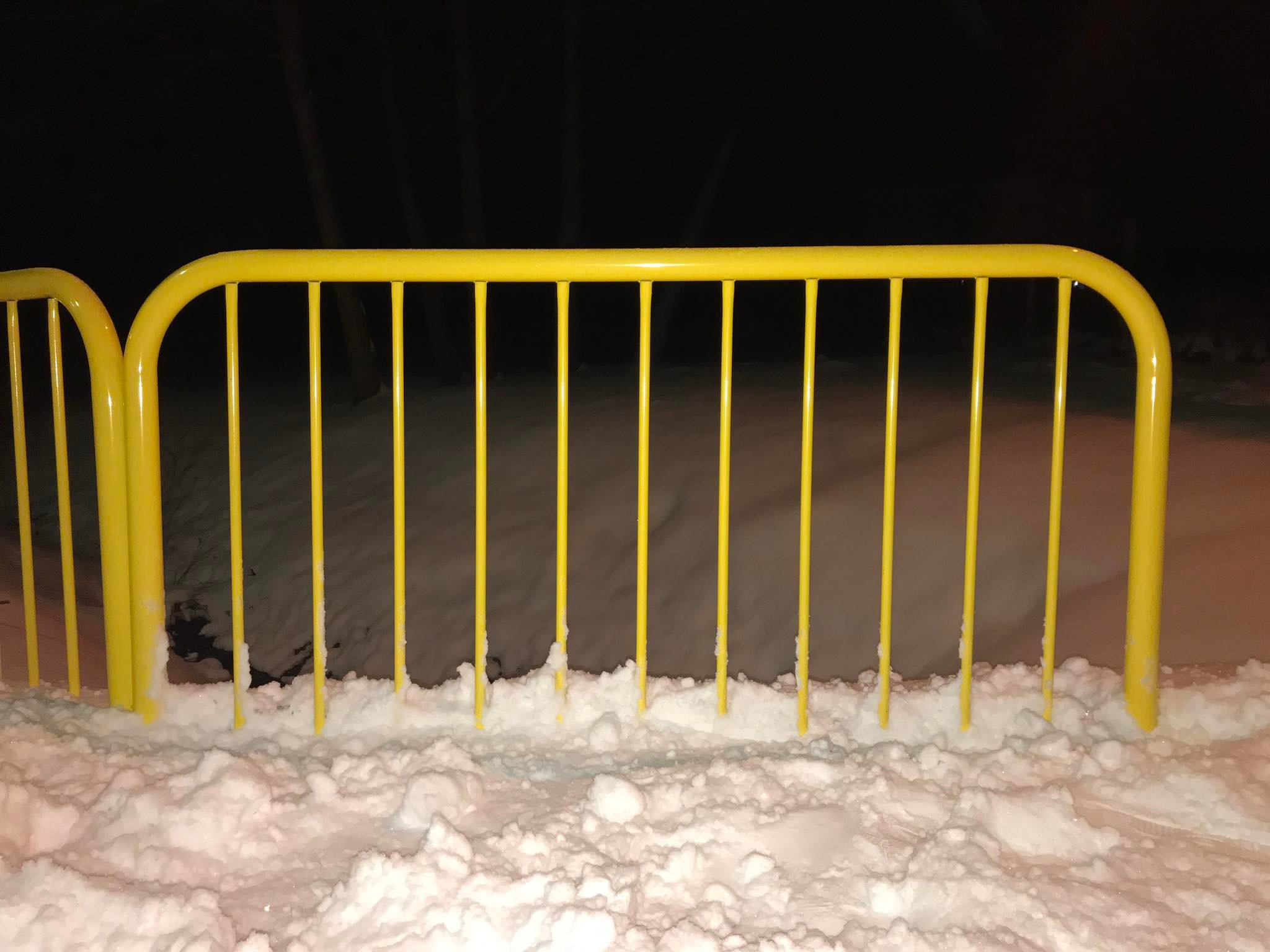
Rys.3 Bariera U-11a

Bariery typu olsztyńskiego charakteryzują się owalnym przęsłem i jednym słupkiem rozpoczynającym ciąg barier. Celem tych barier jest odgrodzenie chodnika od jezdni wyznaczonej dla poruszania się pojazdów
Bariera typu gdańskiego stosuje się w obrębie skrzyżowań czy przejść dla pieszych. Często są wykorzystywane w obrębie szkół czy przedszkoli, zabezpieczając przed wtargnięciem dzieci na jezdnię.
Bariery U-11a stosuje się przed upadkiem z wysokości, w przypadku gdy powierzchnia, na której znajduje się ruch, jest powyżej 0,5 m.